# Time Machine (album)
Time Machine är ett musikalbum av det tyska hårdrocksbandet Axxis som kom ut året 2004.

## Låtlista
1. "Mystery of Time" - 1:04
2. "Angel of Death" - 5:00
3. "Time Machine" - 5:08
4. "Wind in the Night (Shalom)" - 4:50
5. "Lost in the Darkness" - 3:47
6. "The Demons Are Calling" - 3:57
7. "Wings of Freedom" - 4:38
8. "Dance in the Starlight" - 4:17
9. "Battle of Power" - 3:34
10. "Alive" - 4:49
11. "Gimme Your Blood" - 4:15
12. "Don't Drag Me Down" - 4:08
13. "Circus of Love" (bonusspår)
14. "River of Love" (bonusspår)